# Mike Capuano

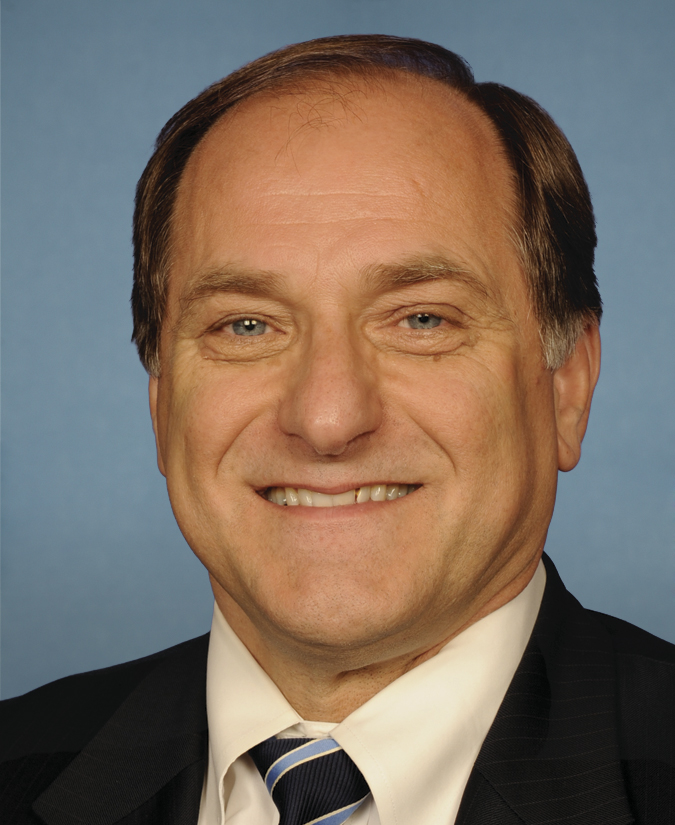
Mike Capuano

Michael Everett „Mike“ Capuano (* 9. Januar 1952 in Somerville, Massachusetts) ist ein amerikanischer Politiker der Demokratischen Partei. Von 1999 bis 2019 vertrat er den Großteil der Stadt Boston und ihrer Vorstädte im Repräsentantenhaus der Vereinigten Staaten. 2018 hatte er die innerparteiliche Vorwahl gegen seine Nachfolgerin Ayanna Pressley verloren.

## Familie, Ausbildung und Beruf
Mike Capuano ist der Nachfahre von Einwanderern aus Irland und Italien. Sein Vater Andrew Capuano war der erste Italoamerikaner, der in Somerville in ein politisches Amt gewählt wurde. Mike Capuano wuchs in Somerville auf, besuchte bis 1969 die dortige High School und studierte danach am Dartmouth College in Hanover (New Hampshire), das er 1973 mit dem Bachelorgrad in Psychologie abschloss. Ein anschließendes Jurastudium an der Law School des Boston College beendete er 1977 mit dem Juris Doctor. Nach erfolgter Zulassung im selben Jahr kehrte er nach Somerville zurück und begann als Rechtsanwalt zu arbeiten. Zwischen 1978 und 1984 war er leitender juristischer Berater des gemeinsamen Steuerausschusses beider Kammern des Massachusetts General Court.
Mit seiner Frau Barbara hat Mike Capuano zwei Kinder. Die Familie lebt in Somerville. Er ist Onkel der Schauspieler Chris und Scott Evans.

## Politische Laufbahn
In den Jahren 1977 bis 1979 sowie nochmals von 1985 bis 1989 saß er im Gemeinderat in Somerville und setzte die Erklärung der Stadt zur Sanctuary City durch. Im dritten Anlauf wurde er 1989 zum Bürgermeister der Stadt gewählt. Dieses Amt füllte er von 1990 bis 1999 aus.
Bei der Wahl 1998 wurde Capuano im 8. Kongresswahlbezirk von Massachusetts in das US-Repräsentantenhaus in Washington, D.C. gewählt, wo er am 3. Januar 1999 die Nachfolge von Joseph Patrick Kennedy antrat. Er hatte sich in diesem verlässlich demokratisch wählenden Gebiet, das von politischen Größen wie James Michael Curley, John F. Kennedy und Tip O’Neill vertreten worden war, vor allem in der parteiinternen Vorwahl durchsetzen müssen. Das Kandidatenfeld der Demokraten umfasste zehn Personen, darunter dem früheren Bürgermeister Bostons Raymond Flynn, in dem Capuano siegte, indem er einen engagierten Haustürwahlkampf führte und in Somerville eine hohe Wahlbeteiligung erreichte. Laut einer Umfrage des Boston Herald hatten 44 Prozent derjenigen Vorwahl-Teilnehmer, die für Capuano stimmten, ihn persönlich getroffen. Der Wahlkreis umfasste einen Großteil des Stadtgebiets von Boston und nördliche sowie südliche Vorstädte. Nach dem Tod des US-Senators Edward Kennedy im Jahr 2009 strebte er erfolglos die Nominierung seiner Partei für die anstehende Nachwahl an, die an Martha Coakley ging.
Nach dem Neuzuschnitt der Wahlkreise infolge des United States Census 2010 änderten sich die Ziffern und die Grenzen der Kongresswahlbezirke. Ab 2013 vertrat Capuano deshalb den 7. Wahlbezirk seines Staates, der geographisch weitgehend seinem bisherigen entsprach. Sieben von neun seiner Wiederwahlen gewann Capuano ohne Gegenkandidat. In der internen Vorwahl seiner Partei am 4. September 2018 verlor er gegen die bisherige Stadträtin von Boston, Ayanna Pressley, und schied deshalb nach der Hauptwahl 2018 aus dem Kongress aus. Seine Niederlage wurde in Politico als Ausdruck eines Trends gedeutet, dass die alten politischen Maschinen mit ihren Netzwerken und Patronagestrukturen in den großen, von Demokraten und Gewerkschaften dominierten Städten des Nordostens der Vereinigten Staaten durch die Diversifizierung der Bevölkerung und die Unzufriedenheit mit dem Establishment bei den Wahlen 2018 an ihr Ende kamen. So, wie der Sieg John F. Kennedys kurz nach dem Zweiten Weltkrieg als Zeichen der Identitätspolitik gewertet werden könne, als die puritanisch geprägten Boston Brahmins durch eine lange Folge von irischstämmigen Katholiken als politische Vertreter Bostons abgelöst wurden, seien mit der Niederlage Capuanos gegen Pressley ethnische Minderheiten und bisher Benachteiligte zu politischer Macht gekommen.
Capuano war Mitglied in den Finanz-, Verkehrs- und Ethikausschüssen sowie in fünf Unterausschüssen. Sein Mandat endete am 3. Januar 2019.

## Positionen
Capuano gilt als Progressiver und damit Angehöriger des linken Flügels seiner Partei und gehörte im Repräsentantenhaus dem Congressional Progressive Caucus an. In seinem stark links ausgerichteten Wahlkreis – dem einzigen in Massachusetts, in dem Minderheiten die Mehrheit stellten – war er unter anderem wegen seines politischen Gewichts in Washington und der Unterstützung, die er für lokale Projekte gewann, beliebt. Er machte sich durch Kritik an Finanzunternehmen, an Eingriffen in die Privatsphäre und Auslandseinsätzen der United States Army einen Namen und strengte Gerichtsverfahren sowohl gegen die Regierung Bush als auch gegen die Regierung Obama wegen unrechtmäßiger Ausweitung ihrer Kompetenzen in Militärfragen an. Capuano stimmte als einer von wenigen Demokraten gegen die Autorisierung des Irakkriegs und gegen den No Child Left Behind Act und sprach sich für eine allgemeine öffentliche Gesundheitsversorgung aus, lange bevor sie unter Demokraten mehrheitsfähig wurde. Er unterstützte den amerikanischen Truppenabzug aus dem Irak und aus Afghanistan. Interessenvereinigungen zum Schutz von Minderheiten, Arbeitnehmern und Frauenrechten gaben Capuano Höchstnoten, während er von der National Rifle Association die schlechteste Note F erhielt. Anders als seine Nachfolgerin Ayanna Pressley war Capuano zurückhaltend bei der Forderung, die Einwanderungsbehörde abzuschaffen, und zeigte sich offen für den Vorschlag stärkerer Grenzsicherung nach Mexiko im Gegenzug zu einer Absicherung des Status von Eingewanderten.

## Belege
1. ↑  Matt Murphy: Capuano makes his pitch to Greater Lowell voters. In: The Lowell Sun, 5. Oktober 2009.
2. ↑  Angela Veltsos: Michael Capuano: Biography. In: The Depot (private Website), 24. Juli 1998.
3. 1 2  Lisa Furlong: Michael Capuano ’73. In: Dartmouth Alumni Magazine, März/April 2019.
4. ↑  Kevin Slane: Chris Evans says he might want to get into politics someday. In: Boston.com, 6. April 2016.
5. 1 2 3  Nick DeCosta-Klipa: Everything you need to know about Michael Capuano. In: Boston.com, 31. August 2018.
6. ↑  Jonathan Martin: The battle for Teddy’s seat. In: Politico, 4. Dezember 2009.
7. ↑  Capuano concedes to Pressley in congressional race. In: The Boston Globe, 4. September 2018.
8. ↑  Reid Wilson: The year the party machines broke. In: The Hill, 8. September 2018.

| Personendaten    | Personendaten                                   |
| ---------------- | ----------------------------------------------- |
| NAME             | Capuano, Mike                                   |
| ALTERNATIVNAMEN  | Capuano, Michael Everett (vollständiger Name)   |
| KURZBESCHREIBUNG | amerikanischer Politiker (Demokratische Partei) |
| GEBURTSDATUM     | 9. Januar 1952                                  |
| GEBURTSORT       | Somerville, Massachusetts                       |